# Lydie Pages
Lydie Pages (Nîmes, 15 aprile 1987) è una modella e showgirl francese.

## Biografia
Iniziò in la carriera professionale in Italia facendo la modella. Nel giugno 2007, dopo aver partecipato alla trasmissione Markette di Piero Chiambretti, ha affiancato Teo Mammucari e Juliana Moreira in Cultura moderna, risultato il programma più visto dell'estate 2007 e premiato con il Telegatto quale "trasmissione rivelazione" della stagione. Durante la stagione televisiva 2007-2008 è stata scelta come conduttrice, al fianco del Gabibbo, di tre prime serate andate in onda durante il periodo natalizio dedicate alle gag della nota trasmissione Paperissima.
Nel 2009 oltre ad essere la valletta di Enrique Balbontin e Andrea Ceccon in Torta di riso Flambé su AXN, canale 120 di SKY, è una delle protagoniste del calendario Mystik 2010, tra le altre modelle che vi hanno posato ci sono: Delisa Varik, Raquel Balencia, Alessandra Sorcinelli, Jeanene Fox, Regina Fioresi, Roberta Morise, Maylin Aguirre, Emanuela Postacchini e il modello Alex Belli. Nel 2010 partecipa al Chiambretti Night.

## Programmi televisivi
- Markette (LA7, 2006)
- Cultura moderna (Canale 5, 2007)
- Paperissima al Circo (Canale 5, 2007)
- Capodanno con Paperissima (Canale 5, 2007)
- Paperissima Pan (Canale 5, 2008)
- Festival de la comedie di Montecarlo (Rete 4, 2008)
- Torta di riso flambé (AXN, 2009)
- Gnok Calcio Show (Sky Sport, 2009)
- Sfilata d'amore e moda (Rete 4, 2009-2010)
- Chiambretti Night (Canale 5, 2010-2011)